# Kostel svaté Zdislavy (Lavičky)
Kostel svaté Zdislavy se nachází v centru obce Lavičky. Kostel je filiálním kostelem římskokatolické farnosti Velké Meziříčí. Jde o moderní stavbu z devadesátých let 20. století, jehož vnitřní konstrukce je dřevěná. Kostel má být, jako první na světě, zasvěcen svaté Zdislavě.

## Historie
Úvahy o stavbě kaple či kostela v obci Lavičky pochází z doby kolem roku 1940, místo pro kostel však bylo vybráno až 22. března 1990, ve stejnou dobu bylo rozhodnuto, že kostel bude zasvěcen svaté Zdislavě. Dne 29. září téhož roku byl v Měříně požehnán základní kámen. Dne 17. září 1991 bylo pro stavbu nového kostela vydáno stavební povolení a o čtyři dny později bylo požehnáno místo stavby a byly zahájeny práce na stavbě, postupně byly postaveny základy, v příštím roce byla občany vybudována hrubá stavba, střecha a věž kostela. Celkem bylo na kostele odpracováno 13 000 hodin místními občany a stavba tak stála pouze 1,25 milionu korun. 
Kostel (tehdy ještě kaple) byl pak 26. května 1994 vysvěcen Ambrožem Svatošem. Zdislava v tu dobu byla pouze blahoslavená, nicméně k jejímu svatořečení došlo v roce 1995. V roce 1996 pak byl v kostele připraven oltář dle návrhu Milivoje Husáka, ten také namaloval oltářní obraz. Jím také byly navrženy nové dveře do kostela, které mají tvořit protiváhu vůči relikviáři svaté Zdislavy, kde jsou uloženy ostatky svaté Zdislavy, jež byly v roce 1995 darovány litoměřickým biskupem Josefem Kouklem, ten pak 25. května 1996 oltář i kostel vysvětil.